# Ріхтерсвіль
Ріхтерсвіль (нім. Richterswil) — місто  в Швейцарії в кантоні Цюрих, округ Горген.

## Географія
Місто розташоване на відстані близько 100 км на схід від Берна, 23 км на південний схід від Цюриха.
Ріхтерсвіль має площу 7,5 км², з яких на 41,2% дозволяється будівництво (житлове та будівництво доріг), 50,9% використовуються в сільськогосподарських цілях, 7,2% зайнято лісами, 0,8% не є продуктивними (річки, льодовики або гори).

## Демографія
2019 року в місті мешкало 13 632 особи (+10,4% порівняно з 2010 роком), іноземців було 19,5%. Густота населення становила 1810 осіб/км².
За віковим діапазоном населення розподілялося таким чином: 21,6% — особи молодші 20 років, 59,1% — особи у віці 20—64 років, 19,3% — особи у віці 65 років та старші. Було 5947 помешкань (у середньому 2,3 особи в помешканні).
Із загальної кількості 4293 працюючих 66 було зайнятих в первинному секторі, 1522 — в обробній промисловості, 2705 — в галузі послуг.